# 艾拉·艾因霍恩
艾拉·山謬·艾因霍恩（英語：Ira Samuel Einhorn，1940年5月15日—2020年4月3日），又稱「獨角獸殺手（The Unicorn Killer）」，是殺人犯也是美國環保倡議人士。他因謀殺前女友荷莉·麥道絲（Holly Maddux）被判有罪。1977年9月9日，麥道絲返回她與愛因霍恩位於賓州費城同住的公寓收拾東西，此後便失去蹤影。警察在麥道絲失蹤的十八個月後，在艾因霍恩的衣櫥內一個箱子中尋獲麥道斯的遺體，部分遺體已化為乾屍。
艾因霍恩被捕後潛逃出境，二十三年後才從歐洲被引渡回美國。他在審判中為自己辯護，聲稱他是因為知道太多中情局對超自然軍事研究的機密，才會被中情局探員殺害前女友後嫁禍。他被判處無期徒刑，並於2020年4月在獄中逝世。
他的姓氏「艾因霍恩（Einhorn）」，在德語中為「獨角獸」之意。別名由此而來。 
2020年4月3日，艾因霍恩在79歲時，於賓州的羅瑞爾高地（Laurel Highlands）矯治機構去世。

## 人生早期與活動
艾拉·艾因霍恩出身於猶太中產家庭。是賓州大學的學生，他活躍於環保團體間，也同為1960、70年代間反文化、反建制和反戰運動的一員。愛因霍恩是1970年費城舉辦的第一屆世界地球日活動的聯合創始者暨發言人，後來也聲稱自己是這項活動的發起者，但其餘的組織成員並不認同此說法。
艾因霍恩曾是哈佛大學政治研究所的教學研究員。

## 荷莉·麥道斯謀殺案
艾因霍恩與荷莉·麥道絲交往了五年。麥道絲從德州泰勒市的布林莫爾學院畢業。1977年，麥道絲跟艾因霍恩分手後前往紐約，她在當地與索爾·拉皮迪斯（Saul Lapidus）交往。1977年9月9日，麥道絲回到她與艾因霍恩在費城同住的公寓收拾行李，（據稱，艾因霍恩曾威脅過要把那些東西像丟垃圾般扔到街上），之後便失蹤了。幾週後，費城警方就麥道絲的失蹤案，曾詢問過艾因霍恩。他說麥道絲去附近商店買豆腐和豆芽，就再也没有回來。
由於他的鄰居抱怨聞到從艾因霍恩公寓中飄出惡臭，使警方開始懷疑艾因霍恩一開始提出的不在場證明。1979年3月28日，麥道絲失蹤十八個月之後，警方在艾因霍恩的衣櫥內發現一個箱子，裡面裝著她已腐化的屍體。屍體尋獲後，據說一位警員曾對艾因霍恩說：「看來我們找到荷莉了。」；艾因霍恩：「你找到想找的了。」艾因霍恩的律師阿倫·史派特（Arlen Specter）設法讓他用40,000美元的代價交保；他在繳交10%，也就是4,000美元的保證金後獲釋。這些錢是由社交名人菲利斯·蘭伯特替他出的，菲利斯是相信並資助他的人之一。艾因霍爾潛逃期間，芭芭拉·博朗夫（Barbara Bronfman）也曾協助他，提供警員他的舊行蹤。
1981年，開庭前一天，艾因霍恩棄保潛逃至歐洲。他在歐洲住了十七年，還與一位瑞典女性安妮卡結婚（Annika Flodin）。由於艾因霍恩在賓州已經被提訊了，州法院在1996年判他缺席審判，無期徒刑不得假釋。

## 引渡
1997年艾因霍恩在法國的香檳穆通被捕，他在當地生活使用的化名是尤金·馬龍（Eugène Mallon）。整個引渡過程隨著時序推移日益複雜。美法之間的引渡條款中，兩國各自在某些情況下有權拒絕引渡，而艾因霍恩也用盡各種辦法阻止自己被引渡回國。
雖然艾因霍恩没有被處死刑，但其委任律師辯稱，艾因霍恩只要回美國就會被判死刑。法國和其它大多數廢除死刑的國家一樣，除非對方保證不會將被告求處死刑，才會願意引渡被告至保有死刑的司法轄區內。賓州當局指出，謀殺案當時賓州不執行死刑，又因為州法及聯邦憲法不適用法令追溯，因此艾因霍恩不會被處死刑。艾因霍恩接下來便以法國法律中「被告於審判中缺席，未能出庭辯解」，向歐洲人權法院要求重審。波爾多上訴法院據此拒絕引渡。 
法院判決公布後，35位美國國會議員便連署致信法國總統雅克·希拉克，表示希望能引渡艾因霍恩。然而此案援引法國的權力分立的規定，總統無權命令法院或干涉引渡事務。因此在1998年，為了引渡艾因霍恩，賓州州議會通過了一項暱稱為「艾因霍恩法」的法案，使被告可以在缺席審判情況下，接受另一項審判。艾因霍恩的律師又使出拖延戰術，抨擊法案違憲，並主張該法案因違憲不能適用，希望能讓法國法院再次拒絕引渡要求。然而法國的法院自認無法評估外國法律的合憲性。另一項與美方的齟齬，則是法院在警員監督下釋放艾因霍恩，因為法國法律中對候審嫌犯有羈押條件的限制。艾因霍恩在獲釋後成為法國警方的重點監視對象。
接下來事情落在法國總理利昂內爾·若斯潘頭上，法院核准引渡案之後，必須要首長下令執行。歐洲生態－綠黨表示不該在「艾因霍恩法」可能被廢止的情況下引渡艾因霍恩。若斯潘拒絕該項請求，簽署了引渡命令。艾因霍恩向法国最高行政法院對引渡命令提出抗告；法院駁回抗告，再次拒絕審查他國法律是否違憲。他試圖割喉自殺，以躲避牢獄之災；甚至還將案件告上了歐洲人權法院，但他的主張也被駁回。2001年7月20日，艾因霍恩被引渡回美國。

### 審判與求刑
艾因霍恩為自己辯護，宣稱他被中情局陷害。由於他對冷戰和「心理電子學」做過「調查」，中情局探員為陷害他而謀殺麥道絲。經過兩小時的審議，陪審團於2002年10月17日判決艾因霍恩有罪，為期一個月的審判至此告終。翌日，他被判終身監禁不得假釋。艾因霍恩隨後在豪茲戴爾（Houtzdale）服刑。2016年4月，他被移監到羅瑞爾高地，這是一座安全等級最低的監獄，收容有醫療需求的受刑人。

### 死於獄中
2020年4月3日，79歲的艾因霍恩在賓州州立的矯治機構──羅瑞爾高地（Laurel Highlands）去世。死因是自然死亡，與COVID-19無關。

## 資料來源
- Einhorn, Ira. 78-187880. (1972) ISBN 0385063873 The title is the book's Library of Congress Control Number.[1]
- Einhorn, Ira. (August 2005). Prelude to Intimacy. ISBN 1411649117ISBN 1411649117. Einhorn's account of his life underground from the time he fled the United States in early January 1981 until he met his Swedish wife, Annika, in November 1987.
- Levy, Steven. (1988). The Unicorn's Secret: Murder in the Age of Aquarius ISBN 0451401662. Published while Einhorn's whereabouts were unknown.

## 外部連結
- Excerpt from Larry King Live about Einhorn's attempts at denying extradition
- News Photo of the box containing the victim being removed from the house. （页面存档备份，存于） (See photographs #35÷37.)
- "A touch of Eden" （页面存档备份，存于） by Russ Baker, Esquire December 1, 1999. A series of interviews of Einhorn in France just prior to his extradition.
- 艾拉·艾因霍恩在互联网电影资料库（IMDb）上的資料（英文）
- The Hunt for the Unicorn Killer 1999 Movie about Ira Einhorn
- Documentary series from Court TV (now TruTV) "MUGSHOTS: Ira Einhorn - The Unicorn" episode at FilmRise

1. ↑  . Library of Congress Catalog.   [2020-04-11].